# Amaro Seixas Ribeiro Neto
Amaro Seixas Ribeiro Neto (Florianópolis, 2 de novembro de 1924 — Florianópolis, 23 de maio de 1984) foi um astrônomo, matemático, jornalista e escritor brasileiro.
Estudou meteorologia na Universidade Nacional de Córdoba, de 1948 a 1951.
É fundador da cadeira 25 da Academia Catarinense de Letras e também patrono da cadeira 3 da Academia Desterrense de Letras.

## Obras
- Política (1946)
- Princípios Gerais de Mecânica da Velocidade e do Movimento no Campo Eletromagnético Conjugado de Matéria e Energia (1951)
- A Geometria do Átomo
- Povoadores do Universo